# Pliezhausen
Pliezhausen település Németországban, azon belül Baden-Württembergben. Lakosainak száma 9853 fő (2023. december 31.).

## Népesség
A település népessége az elmúlt években az alábbi módon változott:
| Lakosok száma | 6012 | 9651 | 9721 | 9779 | 9893 | 9853 |
|               | 1975 | 2017 | 2019 | 2021 | 2022 | 2023 |